# ISO 3166-2:SG
ISO 3166-2:SG is een ISO-standaard met betrekking tot de zogenaamde geocodes. Het is een subset van de ISO 3166-2 tabel, die specifiek betrekking heeft op Singapore. 
De gegevens werden op 28 november 2007 door het ISO 3166 Maintenance Agency aangepast bij middel van een nieuwsbrief. Hiermee worden 5 districten - district (en) / district (fr) - gedefinieerd.
Volgens de eerste set, ISO 3166-1, staat SG voor Singapore , het tweede gedeelte is een tweecijferig nummer.

## Codes
| Code  | Naam              |
| ----- | ----------------- |
| SG-01 | Central Singapore |
| SG-02 | North East        |
| SG-03 | North West        |
| SG-04 | South East        |
| SG-05 | South West        |